# سهیل صالحی
سهیل صالحی (۲۷ تیر ۱۳۷۵ در شیراز) بازیکن فوتبال اهل ایران می‌باشد که هم‌اکنون در باشگاه فوتبال نفت و گاز گچساران بازی می‌کند.